# Češljakovci
Češljakovci su naselje u Republici Hrvatskoj u Požeško-slavonskoj županiji, u sastavu općine Kaptol.

## Zemljopis
Češljakovci se nalaze zapadno od Kaptola na južnim padinama Papuka i neposredno uz cestu Kaptol - Velika,  susjedna naselja su Golo Brdo na istoku te Velika na zapadu.

## Stanovništvo
Prema popisu stanovništva iz 2001. godine Češljakovci su imali 365 stanovnika.
| broj stanovnika | 283   | 265   | 246   | 315   | 314   | 329   | 332   | 345   | 338   | 364   | 362   | 381   | 342   | 380   | 365   | 268   | 225   |
|                 | 1857. | 1869. | 1880. | 1890. | 1900. | 1910. | 1921. | 1931. | 1948. | 1953. | 1961. | 1971. | 1981. | 1991. | 2001. | 2011. | 2021. |